# Maron (Karangrejo)
Maron is een bestuurslaag in het regentschap Magetan van de provincie Oost-Java, Indonesië. Maron telt 857 inwoners (volkstelling 2010).